# Adolphus Williams
Pour les articles homonymes, voir Williams.
Adolphus Williams (18 juillet 1844– 3 septembre 1921) est un homme politique canadien de la Colombie-Britannique. Il est député provincial indépendant de la circonscription britanno-colombienne de Vancouver City de 1894 à 1898.

## Biographie
Né à Aylmer dans le Canada-Ouest (Ontario), Williams étudie à St. Thomas et à l'université de Toronto. Il combat lors de la bataille de Ridgeway en 1866. Après avoir étudié le droit à Toronto, il pratique à Welland avant de s'installer à Vancouver en 1889,. En 1903, il est nommé magistrat de police.
William meurt à Vancouver en juin 1929 à l'âge de 75 ans.